# Edoardo Rovida
Edoardo Rovida (ur. 26 sierpnia 1927 w Alessandrii) – duchowny katolicki, arcybiskup, emerytowany nuncjusz apostolski.

## Życiorys
29 czerwca 1950 otrzymał święcenia kapłańskie i został inkardynowany do diecezji Alessandria. W 1953 rozpoczął przygotowanie do służby dyplomatycznej na Papieskiej Akademii Kościelnej.
31 lipca 1971 został mianowany przez Pawła VI nuncjuszem apostolskim w Panamie oraz biskupem tytularnym diecezji Tauromenium. Sakry biskupiej 10 października 1971 udzielił mu ówczesny Sekretarz Stanu – kardynał Jean-Marie Villot.
Następnie w 1977 został przedstawicielem Watykanu w Zairze (1977-1981). W latach 1981–1985 pracował w watykańskim Sekretariacie Stanu. Następnie jako nuncjusz reprezentował Stolicę Apostolską w Szwajcarii (1985-1993) i Portugalii (1993-2002). 12 października 2002 przeszedł na emeryturę.